# Cernotina astera
Cernotina astera är en nattsländeart som beskrevs av Ross 1941. Cernotina astera ingår i släktet Cernotina och familjen fångstnätnattsländor. Inga underarter finns listade i Catalogue of Life.